# Carl Friedrich Mylius

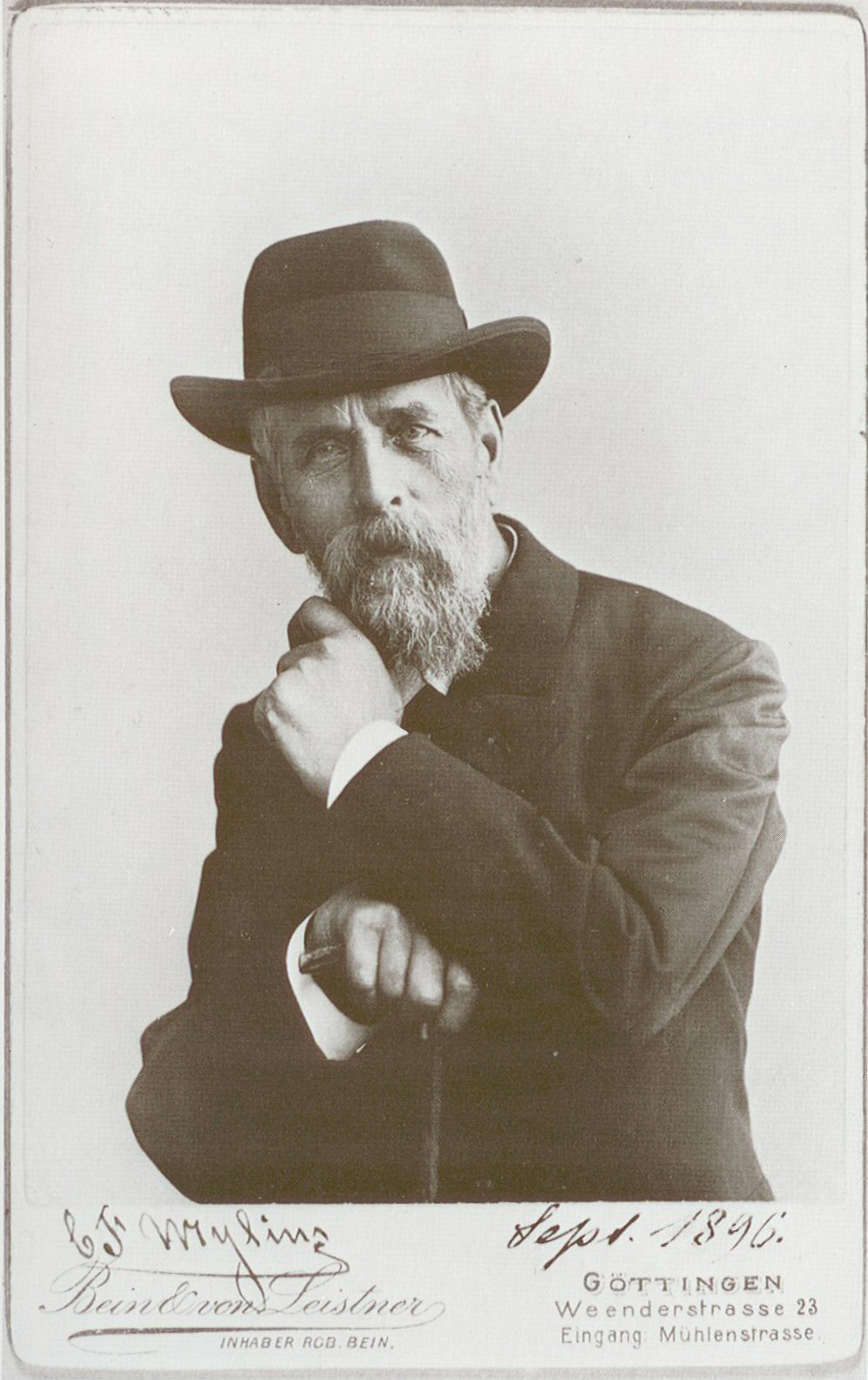
Carl Friedrich Mylius

Carl Friedrich Mylius (* 10. Januar 1827 in Frankfurt am Main; † 23. Mai 1916 ebenda) war ein deutscher Fotograf.

## Leben

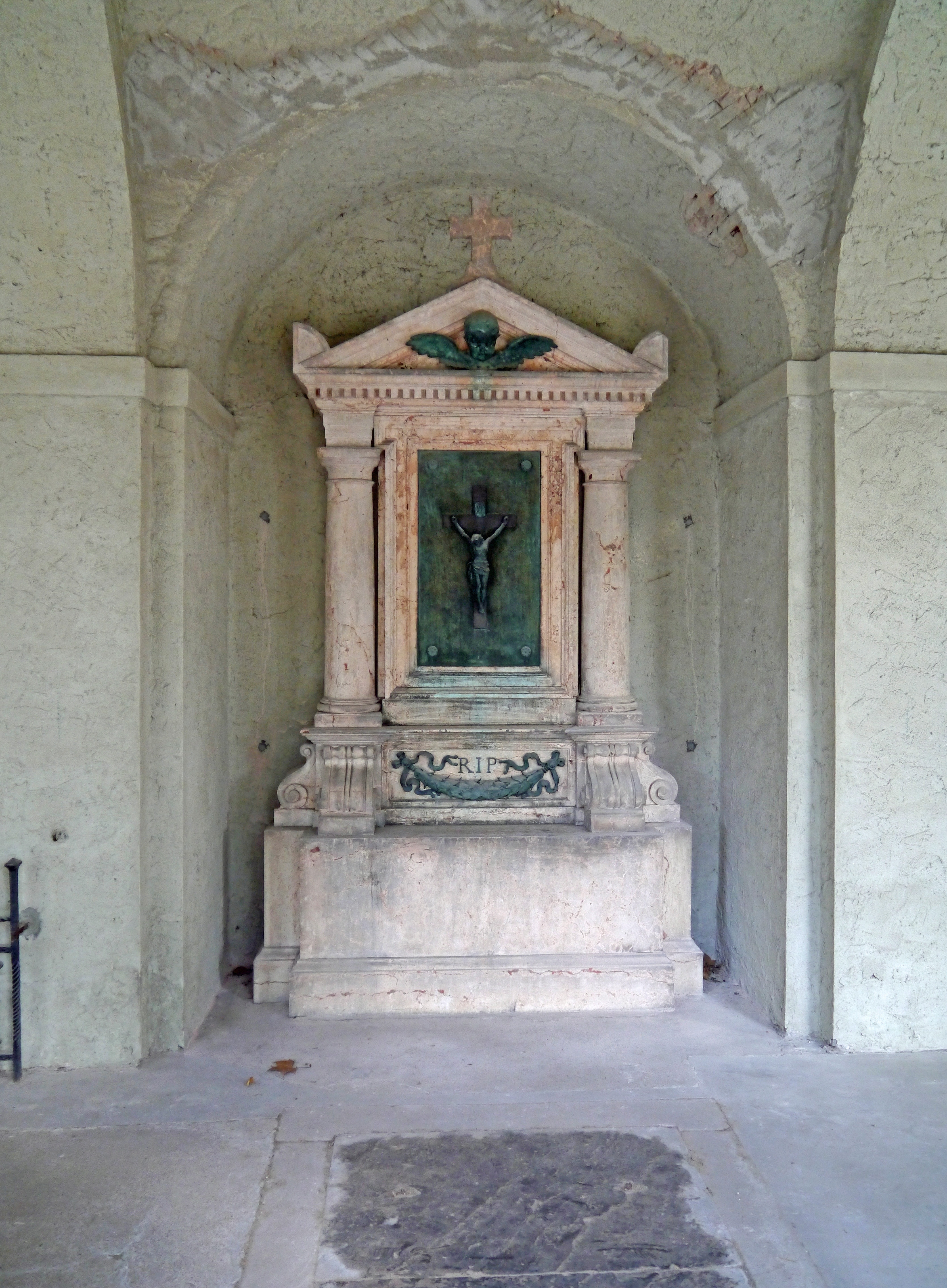
Grab in der Familiengruft auf dem Frankfurter Hauptfriedhof (2012)

Mylius war Sohn eines Uhrmachers und absolvierte in Frankfurt bei Bernhard Dondorf eine Lehre als Lithograf. 1842/43 studierte er in einem Abendkurs an der Städelschule. Bei Jakob Becker, Professor für Genremalerei, erlernte er die Grundlagen des harmonischen Bildaufbaus.
Während seiner Wanderjahre arbeitete er in verschiedenen Städten Süddeutschlands. 1851 heiratete er in Nürnberg, wo er bereits seit einem Jahr ein Atelier für Porträtfotografie betrieb. Kurz nach der Heirat reiste Mylius nach Frankfurt, um das jüngst erfundene fotografische Kollodium-Nassplatten-Verfahren zu erlernen. 1854 kehrte Mylius nach Frankfurt am Main zurück, wo er in der Biebergasse 3 ein Haus kaufte, sein Fotoatelier eröffnete bis zu seinem Tode 1916 lebte. 
Mylius spezialisierte sich auf die Architektur- und Landschaftsfotografie. Seine Aufnahmen dokumentieren den Veränderungs- und Wachstumsprozess, den Frankfurt in dieser Zeit durchlief. Motiv seiner Arbeit waren sowohl die gefeierten Neubauten dieser Ära als auch die in ihrem mittelalterlichen Zustand erhaltene Altstadt sowie alte, zum Abriss verurteilte Bauten. Zahllose Aufnahmen sind von unschätzbarem historischen Wert, da sie vielfach die einzigen fotografischen Zeugnisse vor Umbau oder Zerstörung ganzer Stadtteile darstellen. Ein besonderes Werk ist sein Mainpanorama von 1860/61, das als eines der ersten fotografischen Panoramen Deutschlands gilt. Mylius fotografierte das nördliche und südliche Mainufer in 32 Einzelbildern. Um die 2,5 Kilometer lange Strecke möglichst verzerrungsfrei abzubilden, versetzte Mylius seine Kamera schrittweise um etwa 100 Meter.
Im Deutsch-Französischen Krieg von 1870/71 fotografierte Mylius die Kriegsschäden in Straßburg.
Er arbeitete ausschließlich mit dem nassen Kollodiumverfahren und blieb auch dann noch bei dieser Technik, als in den 1870er Jahren das Trockenplattenverfahren aufkam. Etwa 50 seiner Glasnegative sind im Frankfurter Stadtarchiv (heute Institut für Stadtgeschichte) erhalten. Darüber hinaus befinden sich seit 1867 Fotografien von Mylius in der Sammlung des Städelschen Kunstinstituts. 1892 übergab er dem Institut eine Schenkung von 13 Fotografien, nachdem er bereits dem Stadtarchiv eine umfangreiche Sammlung übereignet hatte. Im Jahr 2023 wurde der Bestand des Städel Museums durch eine private Schenkung von 180 weiteren Fotografien erweitert.
Mylius liegt auf dem Frankfurter Hauptfriedhof begraben.

## Werkauswahl

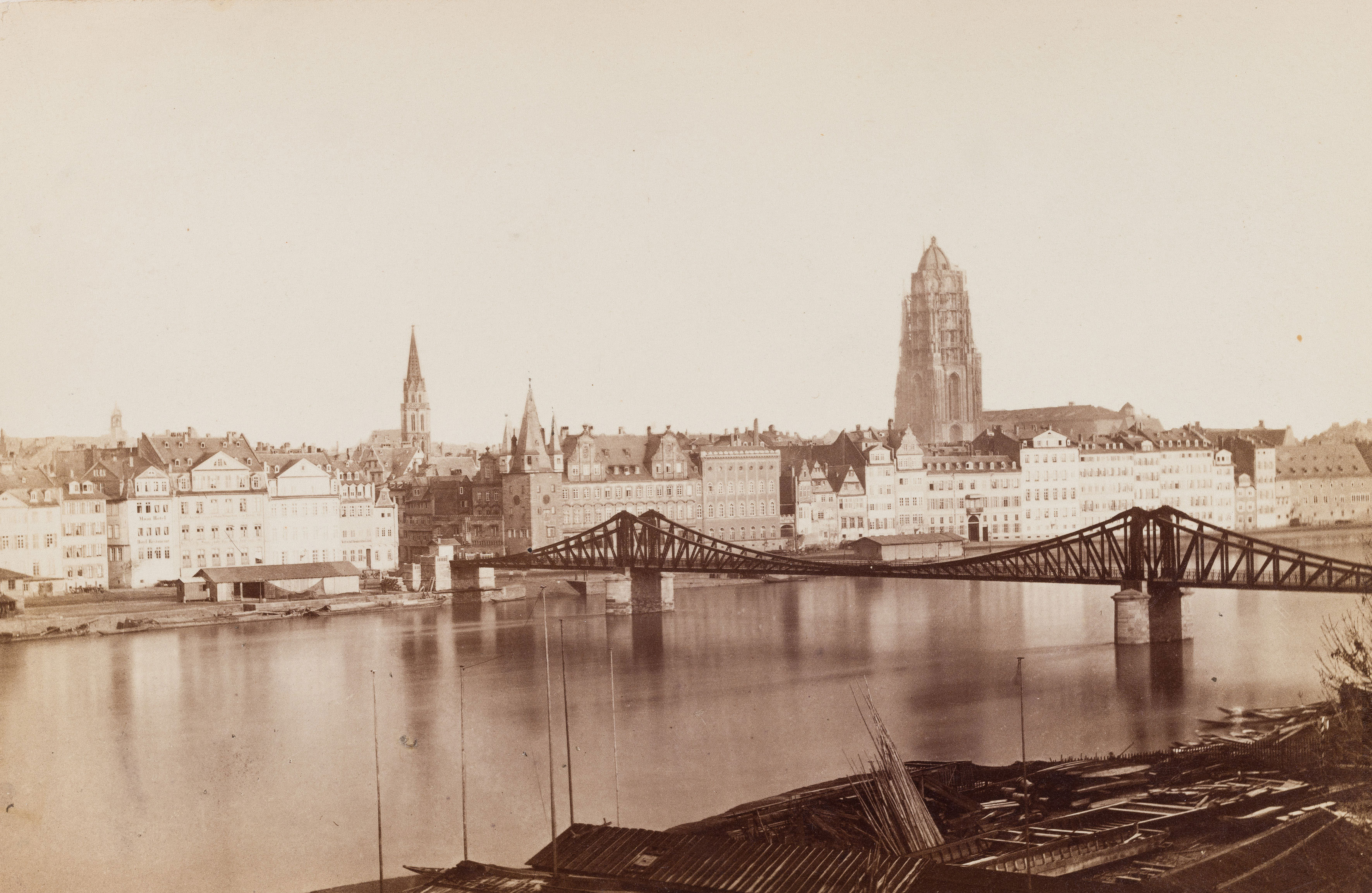
Carl Friedrich Mylius (1827–1916), Blick über den Main mit Eisernem Steg und Dom, 1868–1871, Albuminpapier auf Karton, 12,6 × 23,3 cm, Städel Museum, Frankfurt am Main
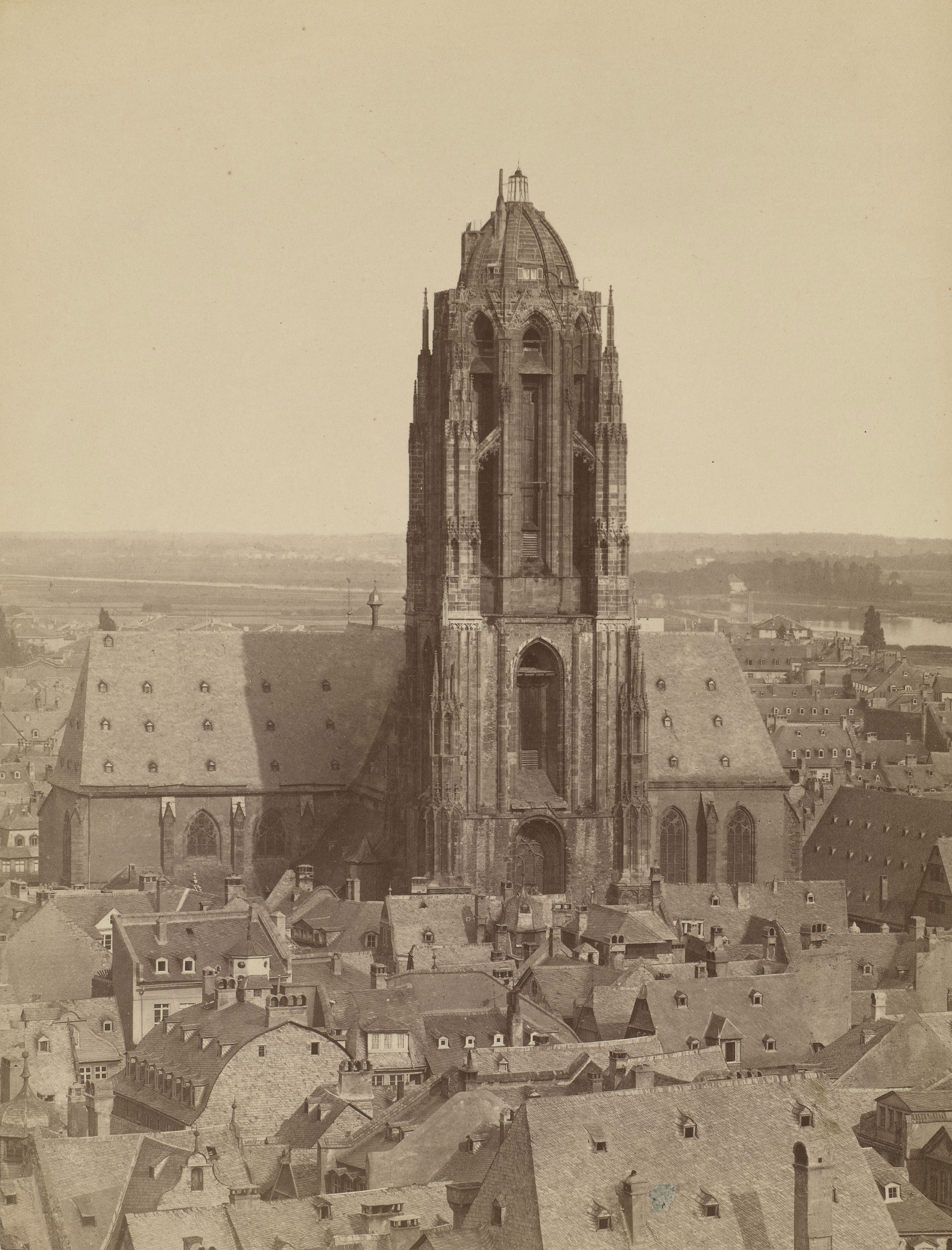
Carl Friedrich Mylius (1827–1916) Frankfurt am Main: Blick von Westen auf den Dom, ca. 1865 Albuminpapier auf Karton 23,4 × 17,9 cm, Städel Museum, Frankfurt am Main
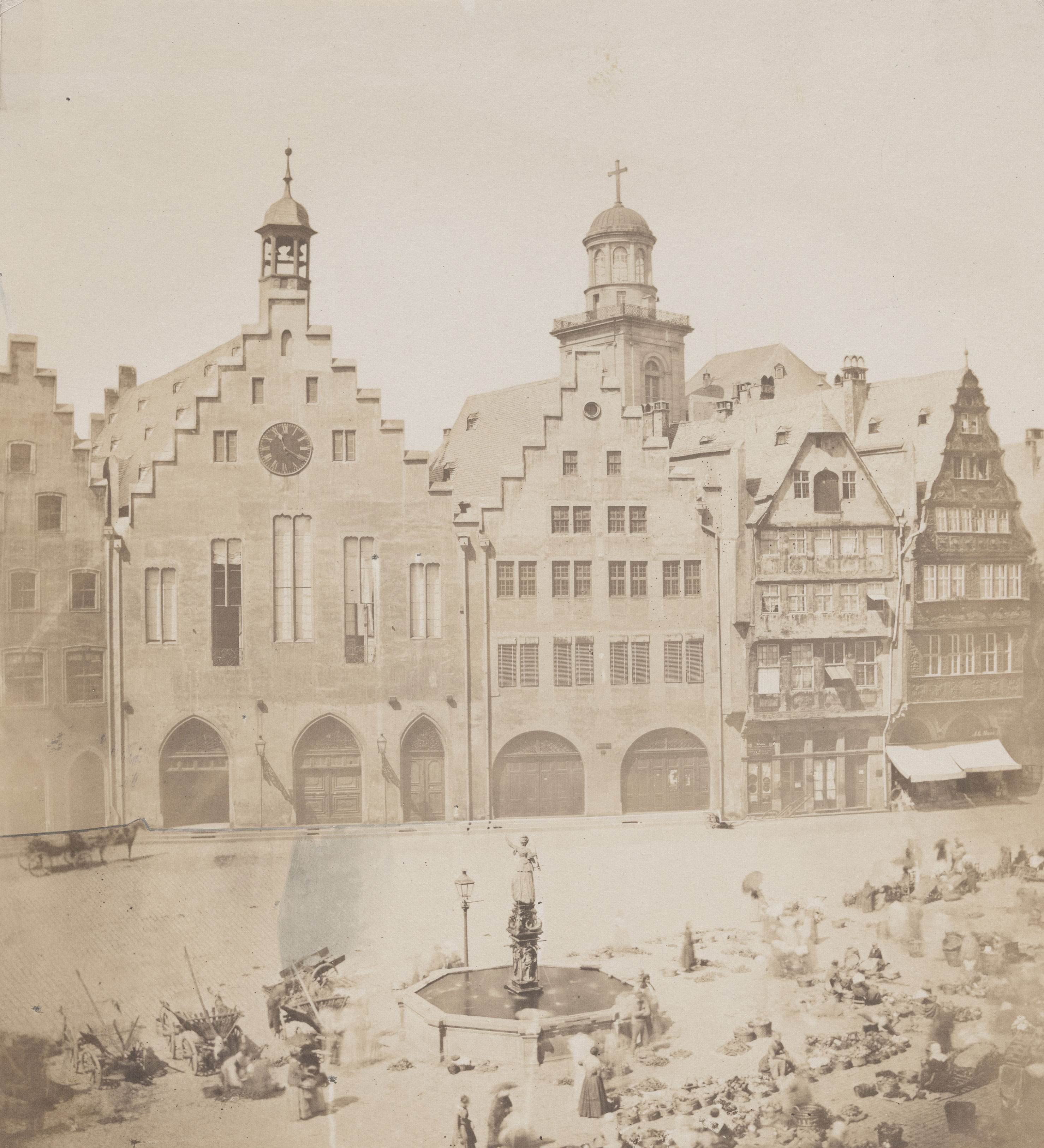
Carl Friedrich Mylius (1827–1916), Frankfurt am Main, Römerberg, ca. 1855, Albuminisiertes Salzpapier auf Karton, 25,8 × 23,2 cm, Städel Museum, Frankfurt am Main
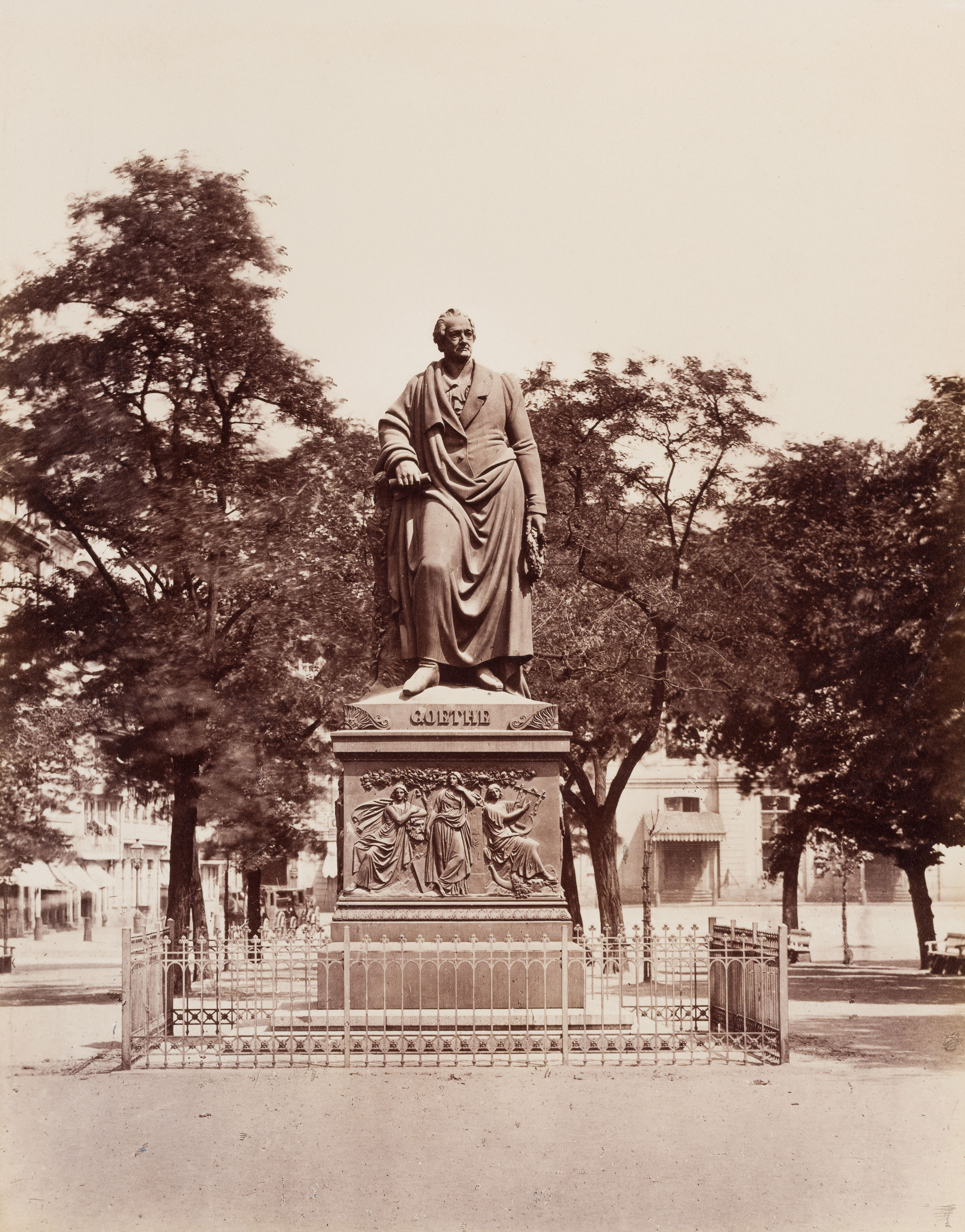
Carl Friedrich Mylius (1827–1916), Frankfurt am Main: Goethedenkmal, 1865–1870, Albuminpapier auf Karton, 22,3 × 17,5 cm, Städel Museum, Frankfurt am Main